# Thảm họa Pompeii
Thảm họa Pompeii (tựa gốc: Pompeii) là một phim thảm họa lịch sử lãng mạn 3D năm 2014 do Paul W. S. Anderson đạo diễn và sản xuất. Đây là dự án hợp tác quốc tế giữa Mỹ, Đức và Canada, lấy cảm hứng và dựa trên Vụ phun trào núi Vesuvius năm 79 sau Công nguyên đã phá hủy Pompeii, thành phố của Đế quốc La Mã. Phim có sự tham gia của Kit Harington, Emily Browning, Carrie-Anne Moss, Adewale Akinnuoye-Agbaje, Jessica Lucas, với Jared Harris, và Kiefer Sutherland.